# Silene bergiana
Silene bergiana là loài thực vật có hoa thuộc họ Cẩm chướng. Loài này được Lindm. miêu tả khoa học đầu tiên năm 1891.